# Criminal (Fiona Apple)
Criminal è un singolo della cantante statunitense Fiona Apple, pubblicato il 16 settembre 1997 come terzo estratto dal primo album in studio Tidal.
Il brano, scritto dalla stessa interprete e prodotto da Andrew Slater, si è rivelato un successo sia di pubblico che di critica: è entrato nella top 5 della Alternative Airplay di Billboard e nella top 40 della Billboard Hot 100, e ha vinto ai Grammy Awards 1998 come Miglior interpretazione vocale femminile rock, oltre ad aver ricevuto una nomination come Miglior canzone rock. Il videoclip del singolo, diretto da Mark Romanek, ha vinto agli MTV Video Music Awards del 1998 nella categoria Miglior fotografia. La canzone è inserita spesso in classifiche stilate da riviste e canali musicali dedicate alle migliori canzoni.

## Video
Il video del singolo è stato diretto da Mark Romanek, con la fotografia di Harris Savides. Il video è ambientato in un'abitazione lussuosa arredata secondo uno stile che ricorda gli anni 1970, in seguito alla fine di una festa o di un'orgia sessuale. Gli ambienti vengono mostrati dalla camera seconda l'ottica di un voyerista, con lo stile di un video amatoriale ma una fotografia patinata. La regia si concentra molto sui dettagli dell'ambientazione (mobili, oggetti, vestiti, suppellettili) e sulle posizioni in cui viene trovata la cantante. L'immagine che apre il video è quella di Apple che scatta una foto verso la cinepresa con una piccola macchina fotografica. L'artista viene mostrata in molti angoli della casa (in salotto sotto un tavolo da caffè, in garage dentro un'automobile, in cucina, dentro un armadio, su un letto matrimoniale, dentro la vasca da bagno) spesso circondata dai corpi seminudi di modelli e modelle dei quali non viene mai mostrato il volto (l'unico volto ad apparire per tutta la durata del video è quello di Apple). La cantante indossa abiti succinti in tutto il video, e spesso appare nuda di schiena o nell'acqua di una piscina o di una vasca.
Il video è stato accusato di promuovere l'immagine "heroin chic" (eroina chic) lanciata dai famigerati spot di Calvin Klein del 1996 e pornografia infantile (la cantante, che subì uno stupro all'età di 12 anni, appare con biancheria visibile e di una taglia superiore nel video, oltre che con le trecce in una scena; inoltre vengono mostrati molti peluche). Sasha Frere-Jones del New Yorker ha definito l'immagine della cantante nel video come "[una ragazza] che si muove furtivamente con aria malinconica nella sua biancheria e appare come una modella sottonutrita di Calvin Klein".

## Riconoscimenti
Il brano ha ricevuto due nomination ai Grammy Awards del 1998: Miglior canzone rock e Miglior interpretazione vocale femminile rock, vincendo in quest'ultimo caso. Il videoclip del brano ha ricevuto due nomination agli MTV Video Music Awards del 1998 nelle categorie Miglior video femminile e Miglior fotografia, vincendo in quest'ultima categoria. Inoltre ha ricevuto una nomination ai VH1 Fashion Awards come "Video più stiloso".
Blender ha inserito la canzone al 71º posto nella classifica delle "500 migliori canzoni da quando sei nato". Il canale musicale VH1 ha posizionato il brano al 55º posto nella lista delle 100 migliori canzoni degli anni novanta e il video al 63º posto nella lista dei 100 migliori video mai girati. Il canale MTV invece ha posizionato il video al numero 79 nella sua lista dei migliori video mai fatti. I lettori della rivista Rolling Stone hanno votato la canzone come il Miglior singolo del 1997.

## Tracce
1. Criminal – 5:41
2. Sleep to Dream (Live) – 4:36

## Successo commerciale
Il singolo è finora l'unico nella carriera di Apple a essere entrato nella Billboard Hot 100 statunitense, dove ha raggiunto la posizione numero 21 e ha passato venti settimane in classifica. Anche nella classifica dedicata esclusivamente al passaggio radiofonico ha raggiunto il numero 21, passando però ventisei settimane in classifica. Nella Alternative Airplay il singolo è stato il primo della cantante a entrare in top 10, entrandovi il 6 settembre 1997 alla posizione numero 9. Il 4 ottobre il singolo giunse alla quarta posizione, per poi riscendere. Il singolo ha passato ventisei settimane nella classifica alternative rock. Nella classifica canadese il brano ha debuttato alla posizione numero 50, per poi arrivare alla posizione numero 31 il 1º dicembre 1997, durante la settima settimana di permanenza in classifica. Il 26 gennaio 1998 il singolo risale fino alla posizione numero 28. Il singolo ha passato ventidue settimane nella classifica canadese.

## Classifiche
| Classifica (1997)          | Posizione massima |
| -------------------------- | ----------------- |
| Canada                     | 28                |
| Stati Uniti                | 21                |
| Stati Uniti (adult top 40) | 17                |
| Stati Uniti (alternative)  | 4                 |
| Stati Uniti (pop)          | 18                |